# Элко (остров)
Элко (англ. Elcho Island) — остров в Арафурском море недалеко от побережья Северной территории Австралии. Населения острова — 2156 человек.

## География
Элко представляет собой небольшой остров, расположенный недалеко от полуострова Арнем-Ленд. К юго-западу от него находится остров Хауард, к северо-востоку — острова Уэссел. Омывается водами Арафурского моря. Расстояние до континентальной части Австралии составляет всего 1 км; города Дарвин, столицы Северной территории — около 550 км к северо-востоку. Ближайшее поселение, Нулунбай, находится примерно в 150 км к юго-востоку. Площадь острова — 278,3 км². Длина береговой линии — 139 км. Длина острова составляет около 55 км, ширина — 6 км.
Рельеф острова низменный, в некоторых местах встречаются песчаные дюны и утёсы. Покрыт преимущественно эвкалиптовыми лесами. В прибрежной зоне находятся многочисленные мангровые заросли. На Элко гнездится большое количество морских птиц, а на берегу также откладывают свои яйца морские черепахи. На острове отсутствуют постоянные реки.

## История
Предположительно, первыми о существовании острова узнали выходцы с острова Сулавеси (макасары), которые занимались в этом районе выловом трепангов. Первое европейское поселение на Элко было основано в 1922—1923 годах, когда на острове появились представители нефтеразведывательной компании, а также методистские миссионеры. Деятельность последних оказалась безуспешной, поэтому миссия была закрыта (повторно открыта только в 1942 году).

## Население
Остров находится в собственности австралийских аборигенов, располагая крупнейшим сообществом коренных жителей Австралии на северо-востоке Арнем-Ленда. Доступ на Элко ограничен. Крупнейшее поселение — Галивинку (англ. Galiwin'ku), основанное в 1942 году методисткой миссией. Согласно данным в 2006 году в нём проживало 1698 человек, большинство из которых были представителями коренных австралийцев. Население преимущественно общается на одном из австралийских языков (тямпаррпуйнгу). На английском языке дома общается только 10 % островитян. Основная религия — христианство. Действует аэродром.